# Josl Birstein
Josl Birstein, född 24 september 1920 i Biala-Podlaska i Polen, död 28 december 2003 i Jerusalem, var en författare som skrev på både hebreiska och jiddisch. Han började sin litterära karriär med att skriva poesi på jiddisch, men mot slutet av livet skrev han kortare noveller och någon enstaka roman - både på jiddisch och hebreiska. Till svenska finns endast en bok översatt, Jerusalem - dina gränder (2021). 
Från början var det tänkt att han skulle emigrera till Amerika liksom många andra, men det blev istället Australien, dit han anlände år 1937. Under andra världskriget tjänstgjorde han i den australiska armén. Det var även under den här tiden som han fick sina första dikter publicerade, samt även mötte sin blivande fru, 
Birstein med fru och en dotter emigrerade år 1950 till Israel, där familjen först bosatte sig på kibbutzen Gevat. Här sysselsatte sig Birstein som fåraherde ett par år, för att år 1960 flytta till Kiryat Tivon. Där arbetade han istället som banktjänsteman. Ytterligare tio år senare flyttade familjen så till slut till Jerusalem, där Birstein fick jobb i arkivet på biblioteket vid Hebrew university. Många av de här skiftande platserna och sysselsättningarna blev sedan till erfarenheter som han gärna använde sig av i sina berättelser, både i de korta novellerna och även romanerna.